# Bundesautobahn 680
Die Bundesautobahn 680 (Abkürzung: BAB 680) – Kurzform: Autobahn 680 (Abkürzung: A 680) – führte vom Autobahnende Darmstadt-Ost (Heinrichstraße) über das nie ausgeführte Kreuz Darmstadt-Ost (Kreuzung mit der A 49) und Roßdorf nach Dieburg. Dort bestand am Dieburger Dreieck eine Anschlussmöglichkeit an die A 683, bevor die Autobahn östlich Dieburgs an der alten Trasse der B 26 endete. Weitere (mittlerweile verworfene) Planungen sahen vor, die Strecke über Babenhausen bis zu einem Anschluss an die A 3 bei Aschaffenburg fortzusetzen. Somit hätte sowohl Anschluss an die südliche (ebenfalls nicht gebaute) Verlängerung der A 45 Richtung Kirchheim unter Teck als auch an die A 687, heute B 469, bestanden.
In den 1980er-Jahren wurde die Autobahn zur Bundesstraße abgestuft und ist nun Teil der Bundesstraße 26 bzw. zwischen Dieburg-Mitte und Dieburger Dreieck auch Teil der Bundesstraße 45. Die alte Trasse der B 26 zwischen Darmstadt und Dieburg wurde ebenfalls abgestuft. Somit endete die dichte parallele Führung zweier Fernverkehrsstraßen, die Ortsdurchfahrten konnten verkehrsberuhigt werden. Kurioserweise besitzt die Stadt Dieburg nun zwei Umgehungsstraßen, die in einem Abschnitt von 4 km im Abstand von ca. 500 m nebeneinanderher führen: Die alte Trasse der B 26 und die alte Trasse der A 680, nun B 26 neu.
Bei der Umwidmung wurden lediglich die blauen Wegbeschilderungen durch gelbe ersetzt. Die blaue Kilometrierung und die autobahnmäßige Ausstattung mit Parkplätzen, Seitenstreifen und großzügigen Kurvenradien blieb erhalten. Nach der Umwidmung wurde jedoch ein Teil der Seitenstreifen in der Nähe Darmstadts zu Busspuren umgewidmet bzw. zeitweise entfernt (inzwischen wieder aufgebaut).
In den späten 1990er Jahren wurde die Ausfahrt Dieburg-Mitte zu einem Kleeblatt ausgebaut. Außerdem kam zwischen Dieburg-West und Roßdorf-Ost die Ausfahrt Gundernhausen hinzu, die während des Baus der Autobahn schon einmal provisorisch existiert hatte. Damals war lediglich der Abschnitt Darmstadt–Gundernhausen fertiggestellt. Nach Eröffnung der Weiterführung Richtung Dieburg wurde die Ausfahrt zunächst aufgegeben. Außerdem wurde die Streckenhöchstgeschwindigkeit auf der Gesamtstrecke auf 130 km/h beschränkt. 2012 wurde die Geschwindigkeitsbeschränkung nach Arbeiten an der Mittelleitplanke wieder aufgehoben, 2016 allerdings zwischen Darmstadt und Roßdorf Ost erneut eingeführt.

## Neue Planungen
Im Zuge des Baus der Darmstädter Nordostumgehung sollte der zurzeit noch mit Ampeln geregelte Anschluss an die Heinrichstraße kreuzungsfrei umgebaut werden. Der vierspurige Abschnitt sollte bis zum Ostbahnhof verlängert werden. Diese Planungen wurden 2011 jedoch aufgegeben.
Zwischen Dieburger Dreieck und Babenhausen soll die Strecke dreispurig kreuzungsfrei als Kraftfahrstraße ausgebaut werden. Über eine Ortsumfahrung Babenhausen ist wegen Trassenstreitigkeiten noch immer nicht entschieden.